# Angelo Gilardino
Angelo Gilardino (Asigliano Vercellese, Provincia de Vercelli, 16 de noviembre de 1941-14 de enero de 2022) fue un guitarrista clásico, compositor y musicólogo italiano.

## Biografía
Durante su carrera concertista de 1958 a 1981, estrenó cientos de piezas para guitarra. Enseñó en el Liceo Musicale G. B. Viotti en Vercelli de 1965 a 1981, y fue profesor en el Conservatorio Antonio Vivaldi de 1981 a 2004. El Conservatorio lo premió con el Premio Musical Marengo (1998).
Compusó una gran cantidad de música para guitarra, así como también música de cámara y conciertos. Sus trabajos para guitarra sola incluyen cinco volúmenes de Studi di virtuosità e di trascendenza (1981-1988), dos sonatas numeradas (1985-1986), así como varias sonatas y sonatinas tituladas, dos piezas con forma de variaciones (1989-1991), e Ikonostas para guitarra afinada en sol (2004). Escribió cuatro obras para guitarra y orquesta de guitarras, siete conciertos para guitarra, algunos en combinación con otros instrumentos (incluyendo la mandolina y el acordeón), y varios dúos (guitarra con violonchelo, violín, vibráfono y fagot).
Desde 1967 supervisó la publicación de cientos de obras nuevas para la guitarra en Edizioni Musicali Bèrben. También hizo muchos redescubrimientos de música escrita para la guitarra, incluyendo las Variazioni de Ottorino Respighi, la Sonata de Antonio José y muchas otras escritas para el guitarrista Andrés Segovia por compositores como Cyril Scott, Pierre de Bréville, Lenox Berkeley, Federico Moreno Torroba y muchos otros. 
Fue director artístico de la Fundación Andrés Segovia de Linares de 1997 a 2005.
Falleció el 14 de enero de 2022 a los 80 años de edad.